# 콜맨 (기업)
콜맨(영어: The Coleman Company, Inc.)은 미국의 캠핑 용품 제조 및 판매 업체이다. 1900년 무렵 윌리엄 코핀 콜먼이 오클라호마주 킹피셔에서 창업하였다. 처음에는 가솔린 램프만 판매하고 있었다. 1902년에 캔자스주 위치토로 이주했다.